# Yohana Cobo
Pour les articles homonymes, voir Cobo.
Yohana Cobo est une actrice espagnole, née à Madrid (Espagne) le 12 janvier 1985.

## Filmographie

### Cinéma

#### Courts métrages
- 1997 : Campeones : la sœur
- 2008 : Vlog : Helena
- 2009 : Tramontana : Rosa Campos de Amor
- 2011 : Ojos que no duermen : [Qui ?]

#### Longs métrages
- 2000 : Aunque tú no lo sepas de Juan Vicente Córdoba : Ana
- 2001 : Sans nouvelles de Dieu (Sin noticias de Dios) d'Agustín Díaz Yanes : [Qui ?]
- 2002 : Dancer Upstairs : terroriste (non-créditée)
- 2002 : Semana santa de Pepe Danquart : la jeune Dona Catalina
- 2003 : La Vida mancha d'Enrique Urbizu : Sara
- 2004 : Le Septième Jour (El Séptimo día) de Carlos Saura : Isabel
- 2004 : Tellement proches ! (Seres queridos) de Dominic Harari et Teresa Pelegri : prostituée No. 2
- 2004 : Las Llaves de la independencia : Teresita
- 2005 : Fin de curso : Noa
- 2006 : Volver de Pedro Almodóvar : Paula
- 2006 : Arena en los bolsillos de César Martínez Herrada : Jeny
- 2007 : Canciones de amor en Lolita's Club : Djasmina
- 2009 : Bullying : Ania

### Télévision

#### Téléfilms
- 2007 : El monstruo del pozo : Ajo

#### Séries télévisées
- 2012 : Carmina (mini-série) : Lolita jeune
  - (saison 1, épisode 01)
  - (saison 1, épisode 02)
- 2009 : Los misterios de Laura (saison 1, épisode 02 : El misterio del vecindario perfecto) : Begoña
- 2003 : Código fuego (saison, épisode : Despedidas) : Almudena (créditée Johana Cobo)
- 2002 : Javier ya no vive solo (saison, épisode : Hechizos de amor)
- 2002 : Hospital Central (saison, épisode : Decisiones) : Sonia
- 2000 - 2005 : El comisario (6 épisodes)
- 2000 : La casa de los líos (saison, épisode : Se buscan padres) : Amiga de Piluquina
- 2000 : Un chupete para ella (saison, épisode : De un día para otro) : Delia
- 1999 : El último verano : Idoya
- 1999 : Manos a la obra (saison, épisode : Calé 2000)
- 1998 : Hermanas (25 épisodes) : Blanca
- 1997 : Querido maestro :
  - (saison, épisode : Secretos y sorpresas) : Cristina
  - (saison, épisode : Ni se compra ni se vende) : Maite
  - (saison, épisode : Dos en la carretera) : Maite
- 1997 : Canguros (saison, épisode : Cita a ciegas) : Paula
- 1996 : Tres hijos para mí solo : Ana
  - (saison, épisode : Gatos por liebres)
  - (saison, épisode : El día después)
  - (saison, épisode : Atracciones)
- 1995 : ¡Ay, Señor, Señor! (saison, épisode : ¡Aire puro!) : Azucena
- 1993 : Farmacia de guardia (saison, épisode : Para los amigos, Cuin) : Niña

## Distinctions
- 2005 : Prix du meilleur espoir féminin pour son rôle dans Le Septième Jour remis par le Círculo de Escritores Cinematográficos.
- 2006 : Prix (collectif) d'Interprétation féminine au Festival de Cannes pour Volver